# Цзиань (Гирин)
Цзиа́нь (кит. упр. 集安, пиньинь Jí'ān) — городской уезд городского округа Тунхуа провинции Гирин (КНР).

## История
Во времена империи Хань на этих землях находился уезд Сигайма (西盖马县). В 3 году н.э. эти земли вошли в состав протокорейского государства Когурё, и его правитель Юримён-ван разместил здесь свою столицу.
Уезд Цзиань (辑安县) был образован при империи Цин в 1902 году. После Синьхайской революции была принята новая структура административного управления, и в 1913 году уезд Цзиань вошёл в состав провинции Фэнтянь, в 1929 году переименованной в провинцию Ляонин.
В 1931 году Маньчжурия была оккупирована японцами, создавшими в 1932 году марионеточное государство Маньчжоу-го. В 1934 году территория Маньчжоу-го была разделена на 14 провинций, и уезд Цзиань вошёл в состав провинции Аньдун. В 1937 году уезд Цзиань вошёл в состав свежесозданной провинции Тунхуа.
По окончании Второй мировой войны правительство Китайской республики осуществило административно-территориальный передел Северо-Востока, и уезд Цзиань вошёл в состав провинции Аньдун. В 1949 году провинция Аньдун была расформирована, и уезд Цзиань вошёл в состав новой провинции Ляодун. После расформирования в 1954 году провинции Ляодун уезд Цзиань вошёл в состав провинции Гирин.
В 1965 году официальное написание названия уезда было изменено с 辑安 на 集安.
В 1988 году указом Госсовета КНР уезд Цзиань был повышен в статусе до городского уезда.

## Административное деление
Городской уезд Цзиань делится на 3 уличных комитета, 9 посёлков, 1 волость и 1 национальную волость.